# Géographie du Limousin

## Hydrographie

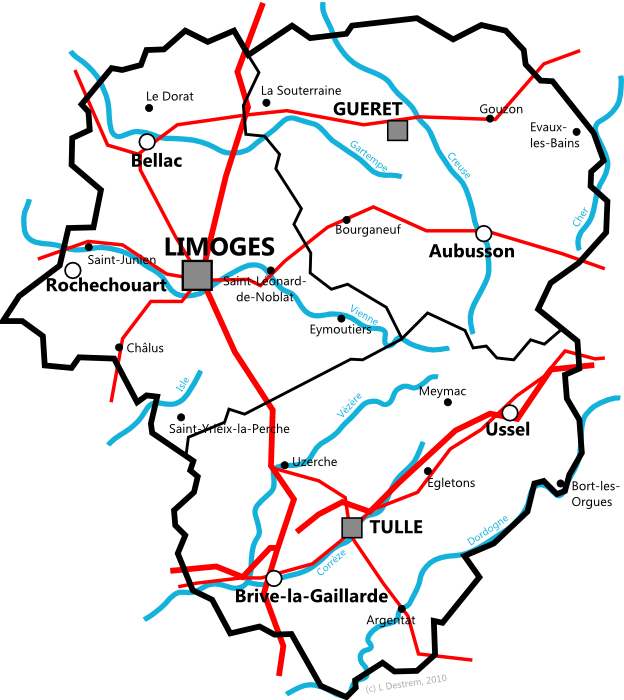
carte du Limousin

Le Nord, l'Ouest et l'Est de la région sont parcourus par des rivières appartenant au bassin de la Loire (Vienne, Creuse, Gartempe, Taurion, Briance...), le Sud par des cours d'eau appartenant à celui de la Dordogne (Vézère, Corrèze, Isle...).
La région est traversée par deux fleuves : la Dordogne et la Charente (qui prend sa source dans la Haute-Vienne).

## Principales agglomérations
En 2009 Limoges, avait 281 180 habitants, le poids démographique de l'aire urbaine de Limoges, composée de 96 communes dont sept sont des pôles urbains, confirme l'importance de la capitale régionale dans la démographie globale de la région Limousin ; l'aire urbaine de Limoges concentre en effet plus du tiers de l'ensemble de la population de la région Limousin qui était de 741 785 habitants en 2009.
En 2011, la commune comptait 137 758 habitants. L'évolution du nombre d'habitants est connue à travers les recensements de la population effectués dans la commune depuis 1793. À partir du xxie siècle, les recensements des communes de plus de 10 000 habitants ont lieu chaque année à la suite d'une enquête par sondage, contrairement aux autres communes qui ont un recensement réel tous les cinq ans.
En 2011 Tulle comptait 14 666 habitants. L'évolution du nombre d'habitants est connue à travers les recensements de la population effectués dans la commune depuis 1793. À partir du xxie siècle, les recensements des communes de plus de10 000 habitants ont lieu chaque année à la suite d'une enquête par sondage, contrairement aux autres communes qui ont un recensement réel tous les cinq ans.
En 2011, Guéret comptait 13 563 habitants. L'évolution du nombre d'habitants est connue à travers les recensements de la population effectués dans la commune depuis 1793. À partir du xxie siècle, les recensements des communes de plus de10 000 habitants ont lieu chaque année à la suite d'une enquête par sondage, contrairement aux autres communes qui ont un recensement réel tous les cinq ans.

### Forêts en Limousin

Carte des réserves et parcs naturels.